# اکسایش الکل

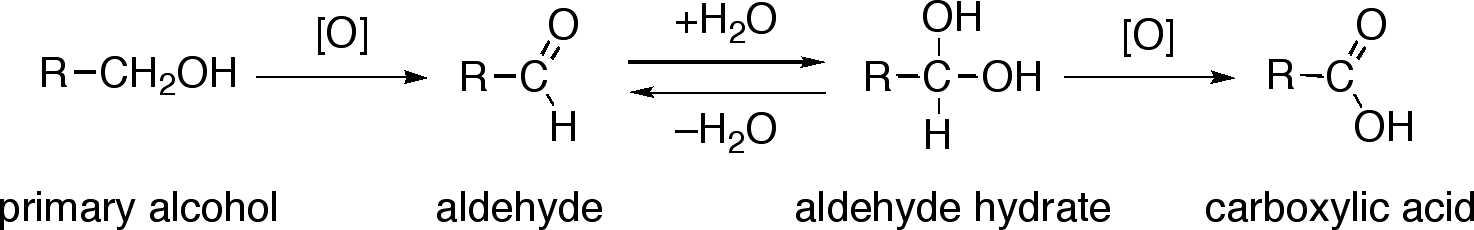
سازوکار اکسید کردن الکل‌های نوع یک به کربوکسیلیک اسید بوسیلهٔ آلدهیدها و آلدهید هیدرات‌ها.

اکسایش یا اکسید کردن الکل یکی از واکنش‌های آلی مهم است. الکل‌های نوع یک (R-CH۲-OH) پس از اکسید شدن می‌توانند به آلدهید (R-CHO) یا کربوکسیلیک اسید (R-CO۲H) تبدیل شود درحالی که الکل‌های نوع دو (R۱R۲CH-OH) معمولاً پس از اکسید شدن تولید کتون (R۱R۲C=O) می‌کنند. الکل‌های نوع سه (R۱R۲R۳C-OH) نسبت به واکنش با اکسیژن مقاومت نشان می‌دهند.
اکسید شدن مستقیم الکل‌های نوع نخست و تولید کربوکسیلیک اسید، معمولاً از راه آلدهید منطبق بر آن صورت می‌گیرد و در اینجا بوسیلهٔ آلدهید هیدرات (R-CH(OH)۲) و با واکنش با آب انجام می‌شود پیش از آنکه واکنش اکسید شدگی و تولید کربوکسیلیک اسید بیش تر، جلو رود.
می‌توان در مرحلهٔ آلدهید با نرساندن آب به واکنش از پیشرفت واکنش اکسید شدگی الکل نوع نخست جلوگیری کرد و به این ترتیب هیچ آلدهید هیدراتی تولید نمی‌شود.

## اکسایش به آلدهیدها

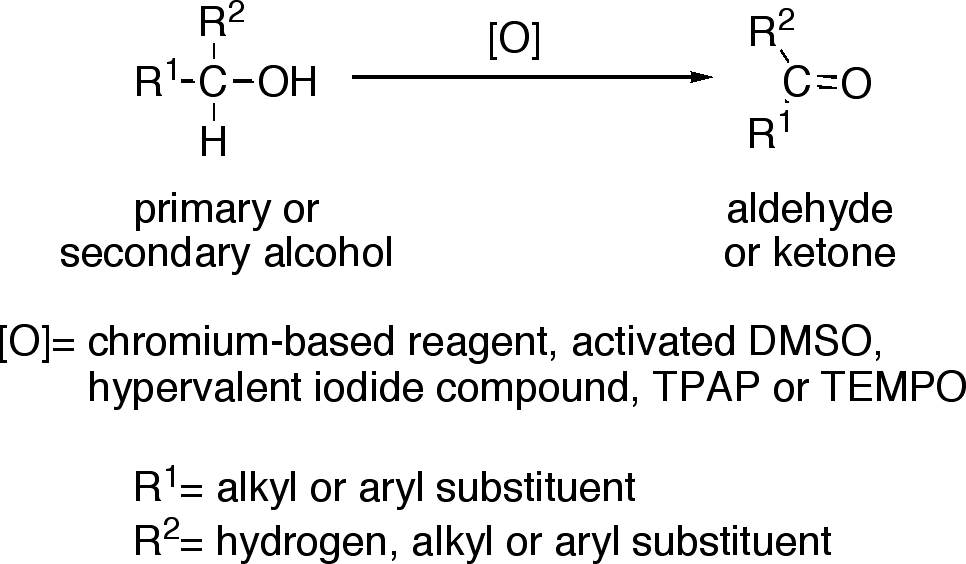
اکسید شدن الکل و ایجاد آلدهید و کتون

واکنشگرهای نابی که برای واکنش الکل‌های نوع یک و تولید آلدهیدها کاربرد دارند برای اکسیدشدگی الکل‌های نوع دو و تولید کتون نیز مناسب‌اند. این واکنشگرها عبارتند از:
- واکنشگرهای ناب با پایهٔ کروم مانند واکنشگر کالینز (CrO۳·Py۲)، واکنشگر کورنفورث (PDC) و پیریدینیوم کلروکرومات (PCC)
- دی‌متیل سولفوکسید (DMSO) فعال شده که از واکنش میان DMSO با الکتروفیل‌هایی مانند اکسالیل کلرید و کربودی ایمید (روش اکسایش فیتزنر–موفات) یا کمپلکس SO۳·Py (روش اکسایش پاریخ–دورینگ) نتیجه می‌شود.
- ترکیب‌های یُدی با ظرفیت بسیار بالا (hypervalent iodine) مانند ۲-یدوکسی‌بنزوئیک اسید یا پریدینان دس–مارتین.
- TPAPهای کاتالیک در حضور اِن-متیل‌مورفولین اِن-اکسید یا NMO فراوان (روش اکسایش لی)
- TEMPOهای کاتالیک در حضور آب ژاول (NaOCl) فراوان (روش اکسیدشدگی آنلی)

الکل‌های آلیلیک و بنزیلیک با استفاده از بعضی اکسیدکننده‌های ویژه مانند دی‌اکسید منگنز (MnO۲)، می‌توانند در حضور دیگر الکل‌ها اکسید شوند.

## اکسایش به کتون‌ها
واکنشگرهایی که برای اکسید شدن الکل‌های نوع دو و ایجاد کتون مناسب اند ولی برای نوع یک و تولید آلدهید چندان کارآمد نیستند عبارتند از: کروم تری‌اکسید (CrO۳) در مخلوطی از اسید سولفوریک و استون (روش اکسایش جونز) و برخی کتون‌ها مانند سیکلوهگزانون در حضور آلومینیوم ایزوپروپوکسید (روش اکسایش اوپناور). روش دیگر عبارت است از اکسید شدگی به روش اکسوآمونیوم کاتالیزشده.

## اکسایش به کربوکسیلیک اسیدها

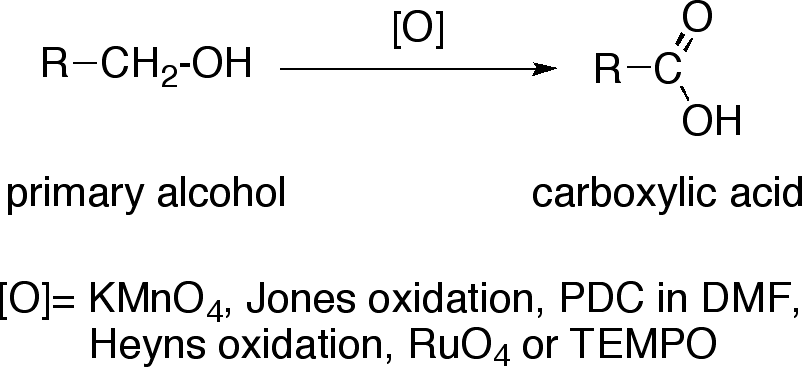
اکسایش الکل نوع اول و ایجاد کربوکسیلیک اسیدها

برای اکسایش مستقیم الکل‌های نوع اول و تولید کربوکسیلیک اسید از واکنشگرهای زیر استفاده می‌شود:
- پتاسیم پرمنگنات (KMnO4)؛
- اکسایش جونز؛
- PDC در DMF؛
- Heyns oxidation؛
- سدیم هیپوکلریت؛
- روتنیم تتراکسید (RuO4)؛
- یا TEMPO.

## منبع
- March, Jerry (1985), Advanced Organic Chemistry: Reactions, Mechanisms, and Structure (3rd ed.), New York: Wiley, ISBN 0-471-85472-7